# Zuzana Hlavoňová
Zuzana Hlavoňová (z domu Kováciková, ur. 16 kwietnia 1973 w Šaľi) – czeska lekkoatletka specjalizująca się w skoku wzwyż. Trzykrotna uczestniczka letnich igrzysk olimpijskich (Atlanta 1996, Sydney 2000, Ateny 2004).

## Sukcesy sportowe
- ośmiokrotna mistrzyni Czech w skoku wzwyż – 1994, 1995, 1996, 1997, 1999, 2000, 2002, 2003[1]
- sześciokrotna mistrzyni Czech w skoku wzwyż – 1994, 1996, 1997, 1998, 1999, 2000[2]

| Rok  | Miasto    | Zawody                      | Konkurencja | Wynik         |
| ---- | --------- | --------------------------- | ----------- | ------------- |
| 1991 | Saloniki  | mistrzostwa Europy juniorów | skok wzwyż  | 11. miejsce   |
| 1992 | Seul      | mistrzostwa świata juniorów | skok wzwyż  | 12. miejsce   |
| 1994 | Helsinki  | mistrzostwa Europy          | skok wzwyż  | 11. miejsce   |
| 1994 | Paryż     | halowe mistrzostwa Europy   | skok wzwyż  | 12. miejsce   |
| 1996 | Atlanta   | letnie igrzyska olimpijskie | skok wzwyż  | 11. miejsce   |
| 1996 | Sztokholm | halowe mistrzostwa Europy   | skok wzwyż  | 12. miejsce   |
| 1997 | Sycylia   | letnia uniwersjada          | skok wzwyż  | 6. miejsce    |
| 1998 | Walencja  | halowe mistrzostwa Europy   | skok wzwyż  | 5. miejsce    |
| 1998 | Budapeszt | mistrzostwa Europy          | skok wzwyż  | 11. miejsce   |
| 1999 | Maebashi  | halowe mistrzostwa świata   | skok wzwyż  | srebrny medal |
| 1999 | Monachium | finał Grand Prix IAAF       | skok wzwyż  | srebrny medal |
| 1999 | Sewilla   | mistrzostwa świata          | skok wzwyż  | 4. miejsce    |
| 2000 | Gandawa   | halowe mistrzostwa Europy   | skok wzwyż  | srebrny medal |
| 2000 | Sydney    | letnie igrzyska olimpijskie | skok wzwyż  | 11. miejsce   |

## Rekordy życiowe
- skok wzwyż – 2,00 – Praga 05/06/2000
- skok wzwyż (hala) – 1,98 – Gandawa 26/02/2000